# Меморіал
Меморіа́л — об'єкт або архітектурна, скульптурна споруда, архітектурно-ландшафтний ансамбль в пам'ять про щось або когось, як правило, людину, яка померла або події.
- Військовий меморіал — об'єкт або споруда в пам'ять тих, хто загинув або був поранений у війні.

Найпоширенішим типом меморіалу є надгробок.